# Mycena aurantiidisca
Mycena aurantiidisca é uma espécie de cogumelo da família Mycenaceae. É encontrado América do Norte e considerado não comestível. Seu chapéu tem cor laranja.